# Бэкхузия
Бэкхузия (лат. Backhousia) — род растений семейства Миртовые . Ареал рода ограничен тропическими лесами Восточной Австралии.

## Название
Род назван в честь англо-австралийского миссионера, ботаника и садовода Джеймса Бекхауса (1794—1869).

## Биологическое описание
Представители рода — кустарники или деревья, высотой 5-25 м, с ароматными вечнозелёными листьями 3-12 см длиной и 1-6 см шириной.

## Виды
По информации базы данных The Plant List (2013), род включает 9 видов
.
- Backhousia angustifolia F.Muell.
- Backhousia bandcroftii
- Backhousia citriodora F.Muell. — Лимонный мирт
- Backhousia hughesii
- Backhousia kingii Guymer
- Backhousia myrtifolia Hook. & Harv. — Коричный мирт
- Backhousia sciadophora
- Backhousia angustifolia
- Backhousia oligantha A.R.Bean
- Backhousia sciadophora F.Muell.